# John Lindberg

John Arthur III Lindberg (Royal Oak, 16 maart 1959) is een Amerikaanse jazzcontrabassist en componist.

## Carrière
Lindberg leerde contrabas spelen bij David Izenzon en Dave Holland. Op 18-jarige leeftijd verhuisde hij naar New York en speelde vervolgens voor Charles Bobo Shaw. Midden jaren 1970 formeerde hij met de violist Billy Bang en de gitarist James Emery het String Trio of New York, waarmee hij meerdere albums had opgenomen, onder andere ook met Jay Clayton en Oliver Lake. In plaats van Bang speelden later Charles Burnham en Regina Carter. Van 1979 tot 1985 behoorde Lindberg tot het kwartet van Anthony Braxton. Hij nam ook op in duet met Braxton en Keshavan Maslak. Hij speelde enerzijds in het John Lindberg Ensemble met Wadada Leo Smith, Andrew Cyrille en Larry Ochs en anderzijds in het John Lindberg kwartet met Steve Gorn, Susie Ibarra en Baikida Carroll (hun album Winter Birds werd in 2004 uitgebracht). Daarnaast speelde hij als duo met Karl Berger. In 2011 werkte hij mee bij Ten Freedom Summers van Wadada Leo Smith.
Tijdens de laatste dertig jaar woonde Lindberg deels in Europa, waar hij in het bijzonder musiceerde met Eric Watson. Hun duo werd ten dele uitgebreid rond Albert Mangelsdorff en Ed Thigpen. Verder werkte hij samen met Jimmy Lyons, Steve Lacy, Tony Coe, George Lewis, Martin Mayes, Theo Jörgensmann, Barry Altschul, Frank Gratkowski, Luther Thomas en Wolfgang Schmidtke. Lindberg heeft sinds 1977 aan bijna 100 geluidsdragers meegewerkt, waaronder meer dan 30 onder zijn eigen naam.
- Bibliothèque nationale de France: cb13896666v (data)
- Gemeinsame Normdatei: 134445333
- International Standard Name Identifier: 0000 0000 5514 0693
- Library of Congress Control Number: n87802871
- MusicBrainz: 20dafb27-0ec2-4760-8bbc-1606afb1a8e6
- Nationale Bibliotheek van Israël: 987007342215405171
- Nederlandse Thesaurus van Auteursnamen: 071685332
- Système universitaire de documentation: 157033791
- Virtual International Authority File: 300959199